# Il san Valentino di Arlecchino
Il san Valentino di Arlecchino è un graphic novel sceneggiato da Neil Gaiman e disegnato da John Bolton , pubblicato nel 2001. Il graphic novel è tratto da un racconto con lo stesso titolo scritto sempre da Neil Gaiman.

## Edizioni italiane
Le ristampe italiane del graphic novel includono le seguenti edizioni:
- Il san Valentino di Arlecchino, Edizioni Magic Press, 2002, copertina flessibile, 48 pagine a colori, ISBN 978-8887006124[2][3].

## Trama
In un 14 di febbraio Arlecchino dona il suo cuore a Missy, letteralmente inchiodandolo alla porta di lei. L'imperturbabile Missy, trovato questo cuore alla sua porta, si mette alla ricerca di chi possa averglielo offerto in dono, mentre Arlecchino la segue domandandosi cosa la sua Colombina ne farà. Fedele al suo classico carattere da imbroglione, e in questo molto simile a Puck, interferisce nelle vite di coloro che incontra con I suoi scherzi e I suoi tiri, spesso facendo dare la colpa a Pierrot.

## Personaggi e temi
La storia si basa sui personaggi classici della "Harlequinade" Britannica, riproposti in chiave moderna, a partire da Arlecchino, a Colombina (che qui si chiama Missy), fino a Pantalone. Sull'argomento, Gaiman ha scritto il saggio "Notes on a Harlequinade" nel 2001, sulle caratteristiche dell'Harlequinade e sulla sua origine nella Commedia dell'arte italiana.
Lo stile grafico è una miscela di fotografia elaborata al computer e di pittura, con sfondi tendenzialmente grigiastri dai quali balzano fuori i coloratissimi personaggi.